# Нагороди Литви

Прапор Литовської Республіки

Герб Литовської Республіки

|  | Службовий список статей, створений для координації робіт з розвитку теми. Це попередження не встановлюється на інформаційні списки і глосарії. |

## Державні нагороди

### Ордени
- Орден Вітовта Великого
- Орден Хреста Погоні — в 1930 році замінено на орден Хреста Витязя
- Орден Великого князя Литовського Гедиміна
- Орден «За заслуги перед Литвою»

### Хрести
- Хрест «За Батьківщину» — в 1920 році перейменовано в Хрест Погоні
- Хрест Погоні — в 1927 році замінено на орден Хреста Погоні
- Хрест Витязя — в 2002 році замінено на медаль ордена Хреста Витязя
- Хрест Порятунку тих, хто гине

### Медалі

#### Орденські медалі
- Медаль ордена Хреста Витязя
- Медаль ордена Вітовта Великого
- Медаль ордена Великого князя Литовського Гедиміна
- Медаль ордена «За заслуги перед Литвою»

#### Інші медалі
- Медаль Пам'яті 13 січня
- Медаль Незалежності Литви — не вручається
- Медаль Первістків Війська — скасовано

## Відомчі нагороди

### Нагороди Міністерства охорони краю Литви
- Медаль «За заслуги»
- Медаль для цивільних «За заслуги»
- Медаль «За відзначення»
- Медаль генерала Йонаса Жямайтіса
- Медаль «За міжнародні операції»
- Медаль в пам'ять про вступ до НАТО

#### Нагороди Війська Литовського
- Медаль «За заслуги»
- Медаль «За відзначення»
- Медаль «Пораненому»

##### Нагороди видів збройних сил
- Медаль «За відзначення»
- Медаль «За зразкову службу»
- Медаль «За зразкову добровольчу військову службу»
- Почесний знак «Сталеві крила»
- Знак Почесного добровольця
- Почесний знак «Залізний вовк»
- Знак Почесного воїна Активного резерву

- Медаль Добровольців-засновників Війська Литовського
- Зірка Стрільців
- Медаль Зірки Стрільців
- Медаль Дарюса і Гіренаса
- Медаль з нагоди про вступ у НАТО

- Почесний знак працівника добровольця Департаменту охорони краю
- Пам'ятний знак про виведення російських військ з Литви
- Почесний знак «За заслуги у охороні краю»
- Почесний знак «За бездоганну службу у охороні краю»
- Почесний знак «За службу Батьківщині»
- Почесний знак Війська Литовського
- Почесний знак «Великий князь литовський Вітяніс»
- Почесний знак Департаменту цивільної безпеки"
- Знак «За участь у міжнародних місіях»
- Знак «За відзначення у військових навчаннях»
- Знак «Доброму стрільцю»

### Нагороди Міністерства внутрішніх справ Литви
- Нагородний знак «За зразкову службу»
- Пам'ятний знак «80 років Міністерству внутрішніх справ» — не вручається
- Пам'ятний знак «На благо Вітчизни»

#### Нагороди Департаменту поліції при МВС Литви
- Почесний знак «Хрест за заслуги перед Литовською поліцією»
- Нагородний знак «Зірка Янгола охоронця»
- Нагородний знак «Янгол охоронець»
- Нагородний знак «За виконаний обов'язок у 1991 році»
- Нагородний знак «За заслуги»
- Нагородний знак «За бездоганну службу»

#### Нагороди Департаменту охорони керівництва при МВС Литви
- Почесний знак Департаменту охорони керівництва

#### Нагороди Служби охорони державного кордону при МВС Литви
- Нагородний знак «Почесний знак прикордонника»
- Нагородний знак «На варті державного кордону»
- Нагородний знак «Зразковий прикордонник»

#### Нагороди Департаменту протипожежної охорони і спасіння при МВС Литви
- Хрест «На допомогу ближньому»
- Нагородний знак «Зірка пожежника рятувальника»
- Нагородний знак «За заслуги у охороні населення»
- Нагородний знак «Найкращий співробітник Державної протипожежної рятувальної служби»
- Знак «За почесну службу»

#### Нагороди Служби розслідування фінансових злочинів при МВС Литви
- Нагородний знак «За бездоганну службу»

### Нагороди Департаменту державної безпеки Литви
- Нагородний знак «За заслуги у службі»
- Нагородний знак «Хрест заслуг»
- Нагородний знак «За заслуги у розвідці»

### Нагороди Міністерства юстиції Литви

#### Нагороди Департаменту в'язниць при МЮ Литви
- Нагородний знак «За бездоганну службу»

### Нагороди Міністерство охорони навколишнього середовища

#### Нагороди Головного управління лісів МОНС Литви
- Нагородний знак «За бездоганну службу»

## Нагороди громадських організацій

### Нагороди Союзу стрільців Литви
- Почесний знак «За заслуги перед Союзом стрільців»
- Зірка Стрільців
- Медаль Зірки Стрільців

### Нагороди Союзу пожежних організацій Литви
- Почесний знак «На допомогу ближньому»
- Хрест Пожежних
- Медаль «На допомогу ближньому»
- Знак вислуги років

### Нагороди Союзу скаутів Литви
- Орден Вовка Гедиміна
- Орден Свастікі
- Орден Ліліі
- Орден «За заслуги»
- Мальтійський хрест

### Нагороди Верховного комітету рятування Малої Литви
- Медаль Визволення Клайпеди

### Нагороди союзу «Молода Литва»
- Відзнака «Трьох пламенів»

### Нагороди Палати торгівлі, промисловості і ремесел Литви
- Орден Трудової зірки
- Медаль ордена Трудової зірки